# 1 New York Place
1 New York Place era un rascacielos superalto propuesto en 2002 que se habría elevado 350 m de altura y tendría 90, pero cuyo proyecto fue cancelado. Se suponía que estaría ubicado en el distrito financiero de Nueva York en el Bajo Manhattan. Habría ocupado una cuadra entera en Broadway donde se encuentran Fulton Street y John Street.
La torre fue diseñada por Kohn Pederson Fox y se proyectó que costaría 680 millones de dólares. Habría tenido 1 121 000 m² de superficie útil, asignando 63 081 m² de superficie útil para ser ocupados por empresarios y pequeñas empresas. El edificio habría ofrecido 68 pisos de espacio para apartamentos.
Debajo de la ubicación sugerida, se propuso otro proyecto. Según la Corporación de Desarrollo del Bajo Manhattan y The New York Times, el proyecto sería el edificio principal del Fulton Center, un centro de tránsito subterráneo propuesto por la Autoridad de Transporte Metropolitano (MTA) con un costo proyectado de 2000 millones de dólares. La MTA habría sido un socio, con su centro de tránsito propuesto en la ubicación.
Trevor Davis, el desarrollador del proyecto de Sudáfrica, se mostró muy optimista durante las fases iniciales del rascacielos propuesto, a pesar de la tensión en Nueva York solo un año después de los ataques del 11 de septiembre en el World Trade Center.
Aby Rosen y Michael Fuchs son socios inversores y cofundadores de RFR Realty: Antes de la cancelación del proyecto, los dos inversores se asociaron con Trevor Davis para la construcción de 1 New York Place.